# Gordexola
Gordexola város Spanyolországban,  Bizkaia tartományban. Gordexola Valle de Mena, Okondo, Zalla, Ayala/Aiara, Artziniega és Gueñes községekkel határos. Lakosainak száma 1711 fő (2024).

## Népesség
A település népessége az utóbbi években az alábbiak szerint változott:
| Lakosok száma | 1415 | 1544 | 1641 | 1741 | 1733 | 1710 | 1674 | 1710 | 1711 | 1711 |
|               | 2001 | 2004 | 2007 | 2009 | 2012 | 2014 | 2017 | 2019 | 2022 | 2024 |